# Нові Янковці
Нові Янковці (хорв. Novi Jankovci) — населений пункт у Хорватії, у Вуковарсько-Сремській жупанії у складі громади Старі Янковці.

## Населення
Населення за даними перепису 2011 року становило 934 осіб.
Динаміка чисельності населення поселення:

## Клімат
Середня річна температура становить 11,13 °C, середня максимальна – 25,43 °C, а середня мінімальна – -5,90 °C. Середня річна кількість опадів – 682 мм.
| Клімат поселення                              | Клімат поселення | Клімат поселення | Клімат поселення | Клімат поселення | Клімат поселення | Клімат поселення | Клімат поселення | Клімат поселення | Клімат поселення | Клімат поселення | Клімат поселення | Клімат поселення | Клімат поселення |
| Показник                                      | Січ.             | Лют.             | Бер.             | Квіт.            | Трав.            | Черв.            | Лип.             | Серп.            | Вер.             | Жовт.            | Лист.            | Груд.            |                  |
| Середній максимум, °C                         | 5,89             | 7,95             | 12,55            | 17,22            | 22,40            | 25,43            | 25,24            | 24,84            | 20,80            | 15,35            | 9,50             | 5,50             |                  |
| Середня температура, °C                       | 0,00             | 2,06             | 6,68             | 11,30            | 16,50            | 19,54            | 21,29            | 20,90            | 16,81            | 11,40            | 5,59             | 1,52             |                  |
| Середній мінімум, °C                          | −5,9             | −3,84            | 0,78             | 5,40             | 10,60            | 13,65            | 17,30            | 16,90            | 12,89            | 7,42             | 1,60             | −2,42            |                  |
| Норма опадів, мм                              | 44               | 39               | 42               | 54               | 61               | 88               | 69               | 63               | 51               | 56               | 62               | 53               |                  |
| Середньомісячна швидкість вітру, м/с          | 2.10             | 2.40             | 2.70             | 2.60             | 2.31             | 2.11             | 2.10             | 1.92             | 1.90             | 2.04             | 2.11             | 2.20             |                  |
| Середньомісячна сонячна радіація, кДж/м²·день | 4373             | 7079             | 11109            | 15593            | 19455            | 21547            | 22385            | 20419            | 15173            | 9509             | 4952             | 3646             |                  |
| --------------------------------------------- | ---------------- | ---------------- | ---------------- | ---------------- | ---------------- | ---------------- | ---------------- | ---------------- | ---------------- | ---------------- | ---------------- | ---------------- | ---------------- |
| Джерело:                                      |                  |                  |                  |                  |                  |                  |                  |                  |                  |                  |                  |                  |                  |